# André Luís Guimarães Fonseca
André Luís Guimarães Fonseca, detto Ratto (Salvador, 4 marzo 1969), è un ex cestista brasiliano.

## Carriera
Con il Brasile ha disputato i Giochi olimpici di Atlanta 1996, due edizioni dei Campionati mondiali (1994, 1998) e quattro dei Campionati americani (1993, 1995, 1997, 1999).